# Vismigratierivier
De Vismigratierivier is een vispassage in de Afsluitdijk bij Kornwerderzand in de Nederlandse provincie Friesland.
De Vismigratierivier wordt aangelegd aan de westzijde van de spuisluizen van de Lorentzsluizen naar een plan uit 2011 van de Waddenvereniging. Tot de initiatiefnemers behoren ook It Fryske Gea, Sportvisserij Nederland en NetVISwerk. 
De migratierivier is een kunstmatige getijdenrivier tussen de zoute Waddenzee en het zoete IJsselmeer. Trekvissen als de paling, zalm, rivierprik en spiering kunnen door de migratierivier zwemmen en  zich voortplanten in het IJsselmeer. De lengte van de kronkelende rivier wordt in totaal vier kilometer. De opdrachtgever is Provincie Fryslân. De aanleg heeft vertraging opgelopen doordat de zandwinning door uitdieping van de vaargeul tussen Urk en Kornwerderzand niet doorgaat. De Vismigratierivier, oorspronkelijk begroot op 60 tot 67 miljoen euro, valt door de kostenoverschrijding 13 miljoen duurder uit.